# César Lombera
César Lombera Moret (Baracaldo, 11 de octubre de 1953-Catoira, Pontevedra, 26 de enero de 2025) fue un escultor español. Estudió Ciencias Económicas (1971-73) en la Universidad de Santiago de Compostela y Artes Plásticas en la Universidad de Vincennes, Francia. Durante los último años de su vida vivió y trabajó en la localidad pontevedresa de Catoira.

## Obra pública

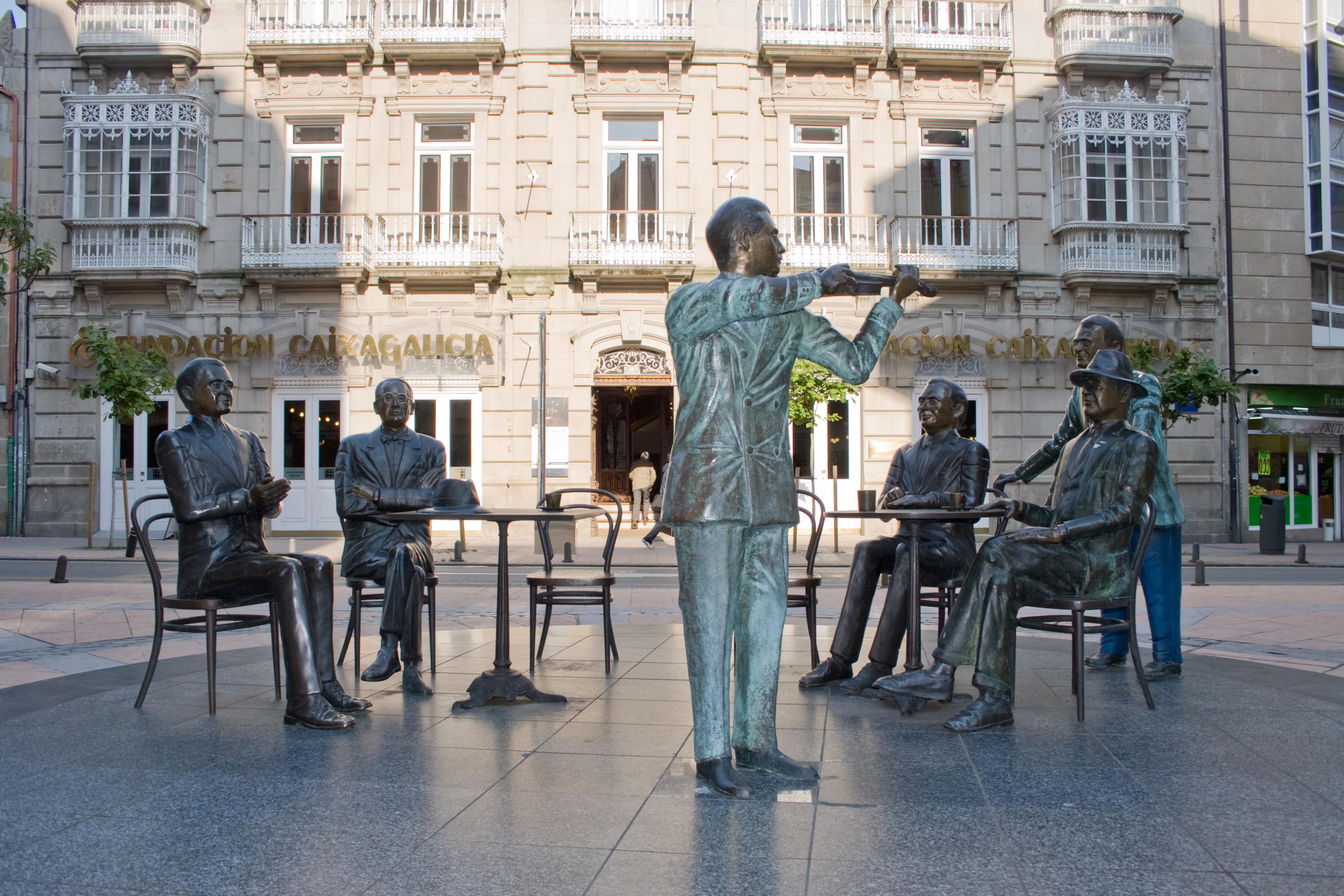
Bóveda, Castelao, Quiroga, Paz-Andrade, Casares y Cabanillas en Pontevedra en el Monumento a la Tertulia.

Entre las obras públicas más importantes en las capitales gallegas (Pontevedra, Orense y Santiago de Compostela) y villas gallegas se encuentran las siguientes:
- Monumento a la Tertulia,[6] en la plaza de San José (Pontevedra) de Pontevedra.[7][8]
- Monumento a Valle-Inclán, Plaza de Méndez Núñez, Pontevedra.[9]
- O Carrabouxo, Parque de San Lázaro, Orense.[10]
- Tótem, Arcos, Delegación de Economía y Hacienda, Orense.
- Las Marías, Alameda, Santiago de Compostela.[11]
- Valle-Inclán, Paseo de los Leones, Santiago de Compostela.
- Monumento a Pablo Iglesias, Vite, Santiago de Compostela.
- Alfredo Brañas, Calle Coruña, Carballo.
- Arcos, petroglifos, COTOP, Carril, Villagarcía de Arousa.
- Fonte Ameixeira, Carril.
- Adiós, Cavadelo, Villagarcía de Arosa.
- Fuente de la Cachada, Boiro.
- Fonte do Mar, Cabo de Cruz, Boiro.
- Cola de Peixe, Auditorio de Villagarcía de Arosa.
- Pez-Colas Varias, Isla de San Simón, Ría de Vigo

En 1993 se hizo cargo de la dirección del proyecto de construcción de un barco vikingo, el Skuldelev 5, basándose en los dibujos realizados en el Museo de Barcos Vikingos de Copenhague.

## Exposiciones

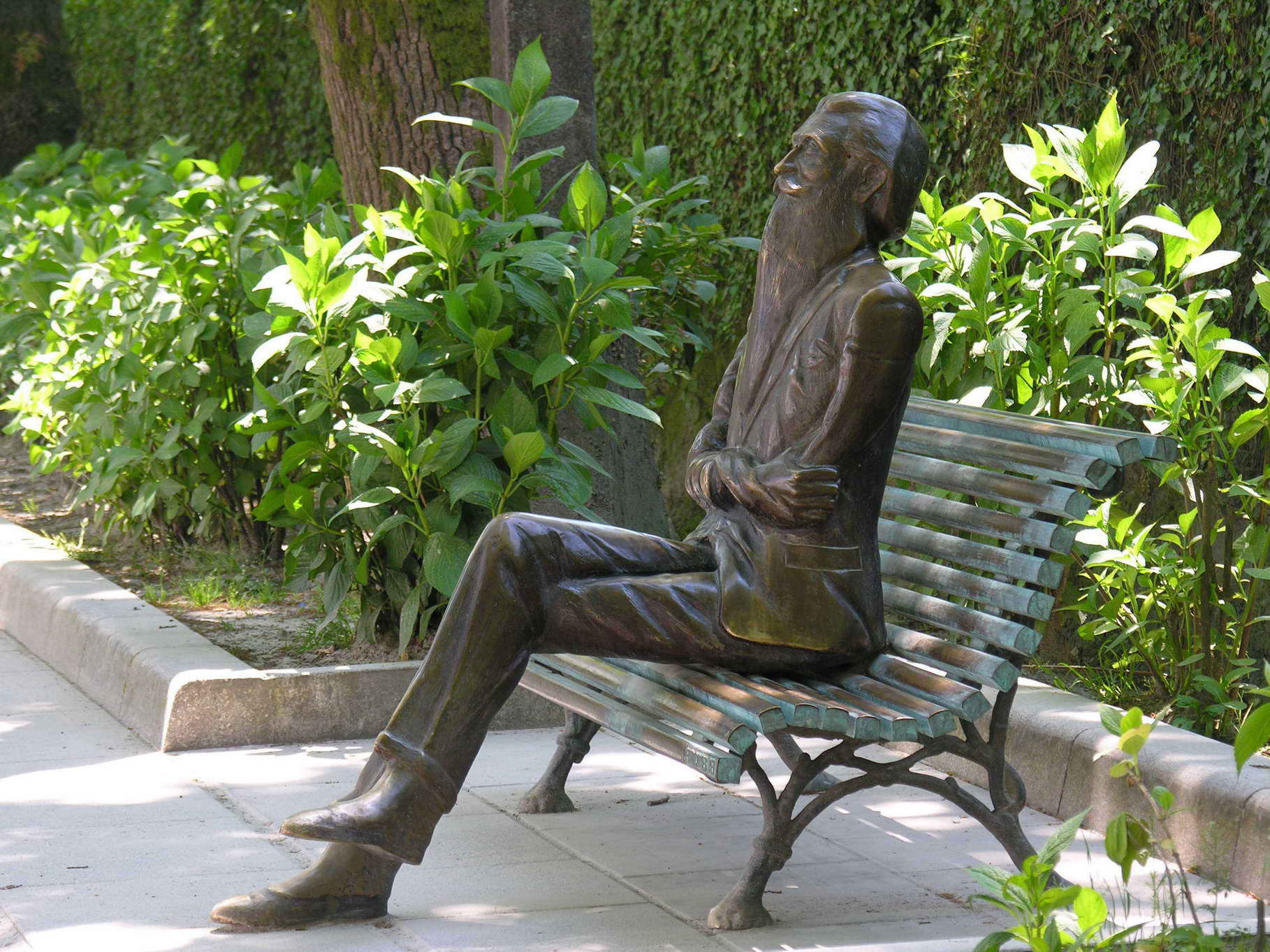
Valle-Inclán, en el Paseo de los Leones de la Alameda de Santiago de Compostela.

- 1978 Galería Leonardo da Vinci, Barcelona.
- 1979 Galería Matisse, Santiago.
- 1980 Bienal Nacional de Arte, Diputación Provincial de Pontevedra
- 1981 c. Banco Cultural de Brasil. Rio de Janeiro Brasil.
- 1982 Cerne da deboura, máscaras, Vigo
- 1983 Sala Delegación de Cultura, Pontevedra
- 1984 Casa de la Cultura, Ayuntamiento de Vigo
- 1985 Bateas, playa de Samil, Camaleón, Vigo
- 1986 Auditorio Caixa Galicia. Santiago de Compostela.
- 1988 Los Arcos, Vilagarcía de Arousa
- 1989 Galicia Terra Única, Estación Marítima, Vigo
- 1992 Metropol, Vigo
- 1995 COAVN Vizkaia, Bilbao
- 1997 Galería Dos Coimbras, Braga, Portugal.
- 2000 Cuatro Diecisiete, Madrid.
- 2002 Palacio Fonseca, Universidad de Santiago de Compostela
- 2003 Sala de Exposiciones COAG. Santiago de Compostela.
- 2005 Auditorio Villagarcía de Arosa.

## Galería de imágenes
|                                                   |
| Las Dos Marías, en Santiago de Compostela (1994). |

|                                 |
| O Carrabouxo, en Orense (2002). |

|                                                                 |
| Valle-Inclán en la Plaza de Méndez Núñez, en Pontevedra (2003). |

|                                      |
| A Alfredo Brañas en Carballo (2005). |

|                                           |
| A Sor Aurora, en la Isla de Arosa (2006). |